# フェルデン郡
フェルデン郡 (ドイツ語: Landkreis Verden) は、ドイツ連邦共和国ニーダーザクセン州に属す郡で、同州の中央、ブレーメン周辺南東に位置する。隣接する郡および市は、西がディープホルツ郡とブレーメン（ブレーメン州）、北がオスターホルツ郡、北東がローテンブルク（ヴュンメ）郡、東がハイデクライス郡、南がニーンブルク/ヴェーザー郡である。郡庁所在地はフェルデン (アラー)、最大の都市はブレーメンに隣接するアヒムである。

## 地理
フェルデン郡はニーダーザクセン州の中央に位置し、同州の典型的な地理上の特色を示す地域に属す。地理上あるいは自然環境上、郡域の大部分がヴェーザー川中流域に属し、そのため幅広い河原を持つ、わずかに波打つ平野となっている。郡域の地形は主にアラー川とヴェーザー川によって形成されたものである。郡の周辺部はそれとは異なった地形空間である。最も北のオッタースベルクはヴュンメ湿地に位置する。また、郡の南東に位置するキルヒリンテルンはアラー川の氷河谷およびリンテルナー・ゲーストに位置しており、後者はリューネベルガー・ハイデに連なっている。

## 歴史
中世および近世初期には、郡域はフェルデン公領およびブレーメン公領に属した。三十年戦争後、この地域はシュターデを首都とするスウェーデンのブレーメン＝フェルデン領の一部となった。1714年にスウェーデンはこの地域をデンマークに奪取された。この地域は、そのわずか1年後にブラウンシュヴァイク＝リューネブルク選帝侯（1814年からはハノーファー王国となる）に売却された。何度も行政組織の変更がなされた後、1852年および1859年にフェルデン管区 (Amt) とアヒム管区が設けられた。これらは1867年にその一部がフェルデン市と統合された。1866年の普墺戦争後すぐにハノーファー王国はプロイセンに併合され、1946年までプロイセンのハノーファー州となった。フェルデンとアヒムの両郡は1885年に再び新設された。1932年に両郡はフェルデン郡として統合された。このフェルデン郡は1939年にヘーメリンゲンとマーンドルフをブレーメンに譲渡しなければならなかった。第三帝国時代、現在の郡域内にはバルメ（現在はデルフェルデン内）のアイビア弾薬製造所をはじめ、様々な強制労働施設があった。帝国内のどこでもがそうであったように、ユダヤ系住民は迫害され、追放され、殺害された。そしてシナゴーグは破壊された。第二次世界大戦中は特に郡内を通る鉄道路線を巡って退却するドイツ国防軍と進軍してくるイギリス軍との間で激しい戦闘が行われた。戦後、プロイセンのハノーファー州はドイツのハノーファー州、さらに最終的にはニーダーザクセン州を形成することとなり、フェルデン郡もこれに従った。1972年7月1日、それまでブラウンシュヴァイク郡に属す飛び地であったテディングハウゼンとファリングボステル郡に属していたヒュルゼン（現在はデルフェルデン内）が合併した。これにより現在の郡域となった。フェルデン郡は1955年から1993年まで東プロイセンの旧プロイシシュ・アイラウ郡に対する援助協力関係を結んでいた。この関係は現在、ロシアのバグラティオノフスクおよびポーランドの en:Górowo Iławeckieとの姉妹関係に発展している。

## 行政
この郡は1932年に旧アヒム郡と旧フェルデン郡が合併したものである。その大部分は歴史的にはフェルデン公領とブレーメン公領からなる。1939年にヘーメリンゲン、アルベルゲン、マーンドルフがブレーメンの管理下となった。1970年代にヒュルゼンと現在のザムトゲマインデ・テディングハウゼンが合併した。
行政上、2005年まで行政官庁を統轄するオーバークライスディレクターと郡議会の業務を代表する名誉郡長による2トップ体制で運営されていた。最後のオーバークライスディレクターはヴェルン・ヤーン、名誉郡長はハンス＝ユルゲン・ヴェヒターであった。行政改革によって各市町村が一頭体制になった後、2005年から郡行政も一頭体制となり、トップは「官庁を主管する郡長」と呼ばれることとなった。この改革はニーダーザクセン州の自治体中最後のものであった。

### 郡議会
| CDU     | ドイツキリスト教民主同盟                                  | 34.78   | 18      | 35.42   | 18      | 36.25   | 18      | 37.23   | 19      | 39.4   | 21     |
| SPD     | ドイツ社会民主党                                          | 30.05   | 15      | 31.24   | 16      | 37.16   | 19      | 39.24   | 20      | 40.1   | 21     |
| Grüne   | 同盟90/緑の党                                             | 18.23   | 9       | 14.24   | 7       | 17.87   | 9       | 10.03   | 5       | 8.8    | 5      |
| FDP     | 自由民主党                                                | 6.74    | 3       | 4.72    | 2       | 3.31    | 2       | 6.99    | 3       | 8.4    | 4      |
| AfD     | ドイツのための選択肢                                      | 5.09    | 3       | 9.25    | 5       | -       | -       | -       | -       | -      | -      |
| Linke   | 左翼党                                                    | 2.34    | 1       | 3.13    | 2       | 2.16    | 1       | -       | -       | -      | -      |
| FW      | Freie Wähler                                              | 2.04    | 1       | -       | -       | -       | -       | -       | -       | -      | -      |
| UBL     | Unabhängige Bürgerliste Thedinghausen im Landkreis Verden | 0.74    | 0       | 0.45    | 0       | 0.62    | 0       | -       | -       | -      | -      |
| PIRATEN | ドイツ海賊党                                              | -       | -       | 0.83    | 0       | -       | -       | -       | -       | -      | -      |
| ALFA    | Allianz für Fortschritt und Aufbruch                      | -       | -       | 0.35    | 0       | -       | -       | -       | -       | -      | -      |
| EW      | Einzelwahlvorschlag von Hollen                            | -       | -       | 0.30    | 0       | -       | -       | -       | -       | -      | -      |
| NPD     | ドイツ国家民主党                                          | -       | -       | -       | -       | 1.55    | 1       | 2.75    | 1       | -      | -      |
| WGA LV  | Wählergemeinschaft Achim Landkreis Verden                 | -       | -       | -       | -       | 1.04    | 0       | 1.53    | 1       | -      | -      |
| NÖL     | Neue ökologische Linken                                   | -       | -       | -       | -       | -       | -       | 1.41    | 1       | -      | -      |
| FBO     | Freie Bürger Ottersberg                                   | -       | -       | -       | -       | -       | -       | 0.79    | 0       | -      | -      |
| WG      | Wählergemeinschaften                                      | -       | -       | -       | -       | -       | -       | -       | -       | 3.3    | 0      |
| 合計    | 合計                                                      | 100     | 50      | 100     | 50      | 100     | 50      | 100     | 50      | 100    | 51     |
| 投票率  | 投票率                                                    | 59.46 % | 59.46 % | 56.61 % | 56.61 % | 53.44 % | 53.44 % | 54.84 % | 54.84 % | 54.8 % | 54.8 % |

### 紋章
図柄: 青地で中央を左右に貫く金の波帯。その上部は跳ねる銀の馬。下部は盾の下端から伸びる3本の金の穂で、両側の穂にはそれぞれ1枚の葉がついている。
この紋章の主役は、ニーダーザクセン州の紋章にも描かれている馬（「ザクセンロス」、すなわち「ザクセンの馬」）で、この地域が馬の産地として重要であったことを示している。金の穂は農業との結びつきを、金の帯は川（ヴェーザー川、アラー川）を示している。青の背景色も川の水を表現している。

### 地域連盟
文化財の保護を目的にシュターデ地域連盟が組織されている。

## 文化と見所

### ユダヤ人墓地
フェルデン郡には、アヒム、オッターシュテット、フェルデンの3つのユダヤ人墓地がある。これらの墓地は保護記念文化財である。これらは、かつてここにユダヤ人コミュニティが存在し、1930年代まで活発なユダヤ人生活が営まれていたことを示す石造りの証左である。ユダヤ人墓地は主に町の外れに設けられたため、見つけ難いことが多い。テディングハウゼンにもユダヤ人墓地が造られ、1934年まで存在していた。ナチス時代の1941年にこの土地は売却された。1942年に墓地は破壊され、墓石は撤去された。

### 城館
軍医機内のは多くの城館や城館風の建物がある。エルゼン城、かつては城砦だったアムツホーフ・オッタースベルク、エルプホーフ・テディングハウゼンなどがそれである。ここに挙げた城館は一般に立ち入ることはできないが、エルゼン城の城館公園は入城することができる。

### フィッシャーフーデ
オッタースベルクに属すフィッシャーフーデ地区はその芸術的伝統から、人気の行楽地となっている。

### 宗教
フェルデン郡の位置する地域は、伝統的にプロテスタントのルター派が有力な地域である。町はハノーファー地方教会に属している。フェルデン教会区は、郡とほぼ一致する。カトリック組織は、特に戦後に多くの旧ドイツからの避難民や南ヨーロッパからの出稼ぎ労働者、東ヨーロッパからの移民などにより形成された。この組織はヒルデスハイム司教区に属した。カトリック教会はフェルデン（聖ヨーゼフ首席司祭教会）とアヒム/オイテン（聖マティアス教会）にある。大量の信者数減少のため、両キリスト教会は構造改革を余儀なくされた。この他に郡内にはイスラム教徒、自由教会やエホバの証人に属すものもいる。

## 経済と社会資本

### 主な雇用主
フェルデン郡は北ドイツの郡の中で経済力が最も高い郡の一つである。ニーダーザクセン州の中央に位置すること、交通の便がよいこと、大都市ブレーメンに隣接することが、その利点として挙げられる。最後の条件は特に郡北部のアヒム、オッタースベルク、オイテンで顕著である。オッタースベルクのポストハウゼン集落には大型ショッピングセンター（ドーデンホーフ）がある。フェルデン郡には数多くの中小企業の他に、食品、畜産およびその加工業、機械製造、運輸の国際的に有名な企業がある。フェルデンおよびアヒムはアラー＝ヴェーザー＝クリニークの所在地である。南部および南東部に位置する町村キルヒリンテルン、デルフェルデンおよびザムトゲマインデ・テディングハウゼンはどちらかと言えば工業化が遅れている。特に連邦軍が撤退した軍用地を多く擁するデルフェルデンでは、その再利用についてまだ決まっていない状況にある。フェルデンはフェルデン貯蓄銀行の本行所在地である。

### 構造的経済政策
フェルデン郡は、大都市ブレーメンのゼクトラルクライス（大都市の影響下にある郡部）であり、ブレーメンに近くてその強い影響下にある北部（オッタースベルク、オイテン、アヒム、ザムトゲマインデ・テディングハウゼン）と、それよりは農業色の強い南部（ラングヴェーデル、フェルデン、デルフェルデン、キルヒリンテルン）に分類される。この郡は農業を主体とする地域も含めてその全域がブレーメン・ウムラント（周辺地域）に属し、ブレーメン/オルデンブルク大都市圏の社会資本整備計画や経済計画と関わりを持っており、これにより、ブレーメン/ニーダーザクセン交通連盟への加盟に見られるような、適切な社会資本整備を達成している。行政上のみならず通勤事情の観点からも、もう一つの重要な拠点が少し離れた州都ハノーファーである。

### 観光業
この郡は地域マーケティングの結果からその一部を「ライタークライス」（乗馬の郡）と称しており、これによりこの地域の馬生産の伝統をアピールしている。郡内をアラー自転車道、ヴェーザー自転車道、ハンブルク＝ブレーメン広域自転車道が通っている。それに加えてテディングハウゼン - フェルデン - デルフェルデン - キルヒリンテルン地域の田舎ツアー（乗馬、水辺の散策、狩猟）も重要である。テディングハウゼンおよびフェルデン - キルヒリンテルン＝シュテンメン間に保存鉄道がある。

### 交通

#### 鉄道
郡内の旅客駅は、アヒム、アヒム＝バーデン、デルフェルデン、ラングヴェーデル、ラングヴェーデル＝エテルゼン、オッタースベルク、オイテン＝ゼーゲホルン、フェルデン (アラー)である。路線では、ブレーメン - ハノーファー線、ユルツェン - ラングヴェルデン線、ミンデンからフェルデン (アラー) を経由してローテンブルク (ヴュンメ) に至るヴェーザー＝アラー鉄道、ロル鉄道、貨物路線のブレーメン＝テディングハウザー鉄道とフェルダー＝ヴァルスローダー鉄道のフェルデン - シュテンメン（キルヒリンテルン内）区間が郡内を通っている。

##### 郡域の鉄道史
1847年にはすでにハノーファー国営鉄道のハノーファー - ブレーメン線が郡内を走った。ラングヴェーデルでこの路線から分岐し、ゾルタウ - ユルツェン（- シュテンダール - ベルリンまたはマクデブルク）へ向かう「アメリカ線」と呼ばれる支線が造られ、1873年にブレーメンからの列車が運行を始めた。
郡北部では、ケルン＝ミンデン鉄道会社が1874年に2つの港湾都市ブレーメンとハンブルクを結んだ（ロル鉄道）。
これらの路線間を結ぶ郡内初の鉄道は1928年にドイツ帝国鉄道が開通させたフェルデン - ローテンブルク (ヴュンメ)（当時はローテンブルク・イン・ハノーファー）間を結ぶヴェーザー＝アラー鉄道である。
プロイセン国営鉄道は1904年にフェルデン近郊のヴァーネベルゲンからシュヴァルムシュテットまでアラー川沿いに遡る支線を開通させた。
フェルデン - ヴァルスローデ鉄道GmbHも1910年にゾルタウとハノーファーを結ぶ路線の営業を開始した。この路線の一部（フェルデン - シュテンメン間）は保存路線となっている。同じ年にブレーメン - ハノーファー鉄道AGのブレーメン＝フッフティング - レーステ - リーデ - テディングハウゼン線が開通した。この路線も現在は保存路線となっている。
総延長 118km に達した郡内の鉄道路線のうち、以下の 38km が1936年から1969年の間に廃止された。
- 1936年: シュテンメン - オターゼン - ヴァルスローデ　4 km
- 1955年: ブレーメン＝フッフティング - レーステ - テディングハウゼン　8 km
- 1966年: ヴァーネベルゲン - フュルゼン - レーテム　14 km
- 1969年: ヴェルデン - シュテンメン　12 km

このうち 20 km は保存路線として運営されている。

#### 道路
郡北部のオッタースベルク/オイテン付近をアウトバーンA1号線と連邦道B75号線が走っている。また、郡の開発の軸となるアヒムとフェルデンの間はアウトバーンA27号線が結んでいる。また、郡南東部を連邦道B215号線が通っている。

#### 内陸水路
船舶による航行が可能な水路であるヴェーザー川とアラー川が流れているが、水運上重要なのはヴェーザー川だけである。

#### 航空路
フェルデンのシャルンホルスト市区近くにラーゼン飛行場がある。この地域周辺でより重要な空港はブレーメン空港とハノーファー空港である。

### 教育
フェルデン郡はフェルデン職業教育学校（BBSフェルデン）と4つのギムナジウムの運営者である。
郡内に合わせて8校ある本課程学校と実科学校の運営者は市町村である。郡は、郡学校建設公庫を経営しており、国庫から高額の投資を行うことで市町村の経済的負担を軽減している。全市町村がこの学校建設公庫の出資者となっている。

## 市町村
（以下の人口は、 2023年12月31日時点の数値である）
| アインハイツゲマインデ（単一自治体） - 1. アヒム (Achim 32,961) 市 - 2. デルフェルデン (Dörverden 9,175) - 3. キルヒリンテルン (Kirchlinteln 10,339) - 4. ラングヴェーデル (Langwedel 14,729) フレッケン* - 5. オッタースベルク (Ottersberg 13,386) フレッケン* - 6. オイテン (Oyten 16,420) - 7. フェルデン (アラー) (Verden (Aller) 28,453) 市 ザムトゲマインデ（集合自治体、本部所在地に**） - ザムトゲマインデ・テディングハウゼン (Samtgemeinde Thedinghausen 15,886) 1. ブレンダー (Blender 2,927) 2. エムティングハウゼン (Emtinghausen 1,559) 3. リーデ (Riede 3,092) 4. テディングハウゼン** (Thedinghausen 8,308) |

*フレッケン (Flecken) は、ゲマインデ（町村）のなかでも古くから市場の開催権や一定の自治権を有していた町を指す。

## 引用
1. 1 2  Landesamt für Statistik Niedersachsen, LSN-Online Regionaldatenbank, Tabelle A100001G: Fortschreibung des Bevölkerungsstandes, Stand 31. Dezember 2023
2. ↑  ペーター・ボールマンがオーバークライスディレクター ヴェルナー・ヤーンの後継者になった。
3. ↑  LANDKREIS VERDEN. In: Jüdische Friedhöfe nach der heutigen Verwaltungsgliederung – Niedersachsen. In: Übersicht über alle Projekte zur Dokumentation jüdischer Grabinschriften auf dem Gebiet der Bundesrepublik Deutschland